# 李若玹
李若玹（1988年2月21日—），是台灣模特兒、女演員以及主持人。

## 電影
- 2017年：愛奇藝獨播劇腦洞男友之不死神探 飾演 張明明（女一號）大陆
- 2018年：戰鏈絕地殺戮  飾演蘇七七（女一號）大陆
- 2018年：院線懸疑題材電影 夢境之源  飾演劉芳慧（女二號）大陆
- 2019年：院線冒險喜劇題材電影 草台班子之套路奇兵  飾演美術指導軒軒老師（女一號）大陆
- 2020年：生存遊戲題材電影荒野巨獸

## 電視劇
- 2014年：三立都會台《22K夢想高飛》飾演 Zoe
- 2014年：三立台灣台《世間情》飾演李婉瑄
- 2015年：三立都會台《料理高校生》飾演 林惠美
- 2015年：三立台灣台《甘味人生》飾演 葉凱莉
- 2015年：三立台灣台《戲說台灣小琉球攔轎申冤》飾演 銀仙
- 2018年：芒果TV《二分之一美少年》飾演 妙麗
- 2018年：愛奇藝《罪惡消亡史》飾演 陳婉玗
- 2020年：三立台灣台《羅雀高飛》飾 洪寶珠
- 2020年：騰訊視頻《燕雲台》飾 依雲
- 2021年：三立都會台《廢財闖天關》飾演 高瑞希
- 2022年：大愛《隨風 隨緣》飾 阿清
- 2022年：大愛《你好，我是誰？》飾 小倩
- 2023年：公視《牛車來去》飾 招弟母
- 2024年：大陸劇《但願人長久》飾 客串
- 2024年：網路短劇《白小姐的決勝反擊》飾 白洛泠
- 2024年：大陸劇《無雙神王》飾 女媧
- 2024年：網路短劇《重生之至尊無上》飾 石青霜
- 2024年：網路短劇《高手下山我的七個絕色師姐》飾 王酥新
- 2024年：網路短劇《錯嫁成婚總裁的私寵甜妻》飾王藝琳
- 待播出：網路短劇《念卿》飾 沈蘭

## 主持作品
- 2014年：中視HD《台灣山女孩》主持人 李若玹 第1、2、3、9集
- 2015年：三立台灣台《青春好7淘》主持人 玹玹北鼻 第175集

## 廣告
- 杭州影展短片『你』女主角若林
- 雪碧水球大戰篇女主角（代言人周杰倫）
- 中國全家便利店qq篇（代言人羅志祥）
- 新北市勞工局微電影“來自友善星球的你”飾演千送一
- 黑人牙膏工程師篇
- 曠世奇派教堂篇飾演伴娘
- 中國一號店購物網站好吃篇女主角
- 三槍牌發熱衣女主角
- 萬泰銀行馬卡龍城市悠遊卡-四色篇飾演雪梨女孩
- CYS假髮代言人
- 台灣大哥大-HTC野火機篇&三峽老街篇飾演女大學生
- la new 父女篇飾演女兒
- 勞保局花太郎篇飾演勞保局服務員
- 遠征onlin遊戲代言飾演王寶釵
- 安麗線上app客服代言
- 維骨力ol篇飾演女主角
- 伊利牛乳（內地）
- 泰山純水女主角
- 永慶房屋黃領帶英雄篇飾演銷售經理人
- 光陽機車-桃山瀑布篇飾演大學生
- HONDA汽車飾演銷售員
- 南投縣政府茶業博覽會女主角（旗袍女孩）
- 雲端數位越南語教學短片餐廳

## 代言
- Mod's hair 飾演搖滾歌手
- SONY 流星許願篇女主角
- 永慶房屋經理人代言
- 自白肌代言人
- ORUBI
- K-GOLD金飾（香港）女主角
- 全麥方便麵（中國）

## MV
- 林俊逸－撲火
- 張韶涵－討好
- 安晨妤－等待愛
- 蛋堡－關於小熊
- 戴愛玲－加減乘除
- 李韋－當自由遇上寂寞
- 林峯－愛在記憶中找你（國語版）
- 符瓊音－沈默

## 外部連結
- 李若玹的Facebook專頁
- 李若玹的新浪微博
- 李若玹的Instagram帳戶